# Лобня (футбольный клуб)
«Лобня» — российский футбольный клуб из города Лобня Московской области. В 2006 году занял 3-е место в зоне «Центр» Второго дивизиона и вышел в 1/32 финала Кубка России.

## Названия
- 2000—2003 — «Алла-Л».
- 2004—2007 — «Лобня-Алла».
- 2008—2012 — «Лобня».
- 2012 — «Лобня-Висмут».
- 2012—2014 — ЦФКиС.
- 2015 — «Лобня».
- 2016—2017 — «Лобня»-ЦФКиС.
- 2018 — «Центр спорта».
- 2019 — «Лобня».

### Объяснения названия клуба в 2007 году
5 июня 2007 года руководство «Лобни-Аллы» отказалось давать комментарии «Советскому спорту» по поводу инцидента с судьями и об этимологии названия клуба. В «Советском спорте» появилась следующая заметка:

Как объяснили лобнинские жители, клуб использует финансирование двух источников: городской казны и частного капитала, а именно — предприятия «Алла». Фирма работает в разных сферах бизнеса, приоритетная из которых — недвижимость. Также в Лобне функционировала сеть продуктовых магазинов с тем же названием — «Алла».

25 июня 2007 года Игорь Бардин, являвшийся председателем попечительского совета клуба, в интервью «Советскому спорту» опроверг информацию о том, что слово «Алла» в названии клуба — отсылка к одноимённому предприятию:

«Вы написали, что клуб „Лобня-Алла“ называется так потому, что вторую часть названия — „Алла“ — дало предприятие, работающее в разных сферах бизнеса и дающее клубу деньги. Это не так. „Лобня“ — в честь города, в котором базируется клуб, а „Алла“ — потому, что так зовут мою маму».

## История

Эмблема клуба до 2008 года.

В 2000 году в Первенство КФК, группа «Б» подала заявку на участие футбольная команда из Лобни под названием «Алла-Л». Этот год и является датой основания клуба. По итогам дебютного сезона команда заняла 2-е место, набрав 57 очков и перешла в группу «А» вместе с ДЮСШ «Химки», занявшими первое место. Сезон 2001 «Алла-Л» закончила на 5-м месте, набрав 47 очков. Лучшим бомбардиром команды того года стал Андрей Мещанинов, забив 13 голов. В сезоне 2002 лобненцы стали чемпионами любительской лиги, но по финансовым причинам клуб предпочёл остаться в любительском первенстве. В следующем 2003 году команда, проиграв всего одну игру за сезон, повторила свой успех и приобрела статус профессионального футбольного клуба. С приобретением нового статуса изменилось и название. С 2004 года команда стала называться «Лобня-Алла».
В сезоне-2004 команда выступала во Втором дивизионе, зона «Центр». Дебютный чемпионат в ранге профессионального клуба «Лобня» закончила на 4-м месте. В Кубке России 2004/05 «Лобня-Алла» дошла до 1/64, выбив из розыгрыша «Обнинск», «Локомотив» из Калуги и подольский «Витязь».
Успешно команда начала и следующий сезон, но в июле 2005 года контрольно-дисциплинарный комитет РФС, рассмотрев материалы по делу о неправомерно полученном российском паспорте игроком «Лобни-Аллы» Сергеем Улезло, решил засчитать подмосковной команде технические поражения со счётом 0:3 в восьми матчах, в которых игрок принимал участие. Кроме того, «Лобня-Алла» была оштрафована на 50 тысяч рублей. Таким образом, лобненцы лишились набранных в этих матчах 24 очков и откатилась с 4-го места в зоне «Центр» на предпоследнее 17-е. В итоге команде удалось сохранить место во втором дивизионе, финишировав на 13-м месте. В Кубке России команда вновь остановилась на стадии 1/64 финала.
В сезоне 2006 года «Лобня-Алла» набрала 62 очка, финишировав на рекордном для себя 3-м месте. В клубе играли такие известные футболисты как Андрей Сметанин, Игорь Вековищев, Михаил Евсеев и другие. 4 марта 2006 года «Лобня-Алла», одержав победу над «ЗиО-Подольск» (2:0), завоевала кубок памяти В. И. Гуляева и удерживала его у себя до 2008 года. 21 июня 2006 «Лобня» встречалась с брянским «Динамо». Команда впервые пробилась в 1/32 финала Кубка России, где опять же впервые её в официальной встрече экзаменовал коллектив первого дивизиона. Динамовцы оказались сильней (1:0) и впоследствии дошли до полуфинала.
В 2007 году, обыграв «Зоркий» из Красногорска и «Витязь», «Лобня» 18 мая в 1/64 Кубка России встретилась в домашнем матче 18 мая с ФК «Луховицы». Счёт матча — 2:2, 6:7 по пенальти. После завершения матча на помощников главного судьи Дениса Шпилева и Максима Иванова было оказано физическое воздействие со стороны лиц, подъехавших к административному зданию стадиона «Москвич». За непринятие необходимых мер и необеспечение безопасности судей КДК дисквалифицировал стадион «Москвич» на 10 официальных матчей и оштрафовал ФК «Лобня-Алла» на 10 тысяч рублей. КДК дисквалифицировал на пять матчей и оштрафовал на 10 тысяч рублей главного тренера ФК «Лобня-Алла» Александра Логунова. На время дисквалификации стадиона «Москвич» клуб принимал соперников на стадионе «Новые Химки». Сезон «Лобня» завершила на 7-м месте.
2008 год начался с ряда серьёзных трудностей. Был полностью расформирован штат клуба, с уходом спонсора возникли и финансовые проблемы. Клуб «Лобня-Алла» отказался от участия в соревнованиях ПФЛ и был исключён из числа её членов. Был распущен первый состав команды. Но главный тренер команды Валерий Двоеглазов, с поддержкой болельщиков, собрал боеспособный коллектив для Первенства ЛФК в группе «А» зоны «Подмосковье». В клубе играли местные воспитанники и экс-игроки команд «Лобня-Алла-2» и «Лобня-Алла». С 2008 года команда стала называться ФК «Лобня». Обновлённый коллектив закончил сезон на последнем месте, но в связи с рядом обстоятельств, в сезоне-2009 лобненцам предстояло бороться в той же группе «А». В зимнем турнире, посвящённом памяти В. И. Гуляева 2009 года, «Лобня» обыграла ФК «Зеленоград» (будущего победителя турнира) и сыграла вничью с одним из фаворитов лиги — «Зорким».

## Результаты выступлений

### Чемпионат
| Год     | Место    | Соревнование                             | Соревнование                               |
| Год     | Место    | Лига/дивизион (уровень)                  | Зона                                       |
| ------- | -------- | ---------------------------------------- | ------------------------------------------ |
| 2000    | 2 из 14  | Первенство КФК (4)                       | «Московская область», «Группа Б»           |
| 2001    | 5 из 16  | Первенство КФК (4)                       | «Московская область»                       |
| 2002    | 1 из 16  | Первенство КФК (4)                       | «Московская область»                       |
| 2002    | 2 из 2   | Первенство КФК (4)                       | МРО Центр: «Московская область» — «Москва» |
| 2003    | 1 из 16  | Первенство КФК (4)                       | «Московская область»                       |
| 2003    | 1 из 2   | Первенство КФК (4)                       | МРО Центр: «Московская область» — «Москва» |
| 2003    | 3 из 9   | Первенство КФК (4)                       | Финальный турнир                           |
| 2004    | 4 из 17  | Второй дивизион (3)                      | «Центр»                                    |
| 2005    | 13 из 18 | Второй дивизион (3)                      | «Центр»                                    |
| 2006    | 3 из 18  | Второй дивизион (3)                      | «Центр»                                    |
| 2007    | 7 из 16  | Второй дивизион (3)                      | «Центр»                                    |
| 2008    | 16 из 16 | Первенство ЛФЛ (3), «Московская область» | группа «А»                                 |
| 2009    | 15 из 16 | Первенство ЛФЛ (3), «Московская область» | группа «А»                                 |
| 2010    | 15 из 16 | Первенство ЛФЛ (3), «Московская область» | группа «А»                                 |
| 2011/12 | 14 из 15 | Первенство ЛФК (4), «Московская область» | группа «А»                                 |
| 2012/13 | 18 из 18 | Первенство ЛФК (4), «Московская область» | группа «А»                                 |
| 2013    | —        | —                                        | —                                          |
| 2014    | 7 из 14  | III дивизион (4), «Московская область»   | Группа «Б»                                 |
| 2015    | 2 из 10  | III дивизион (4), «Московская область»   | Группа «Б»                                 |
| 2016    | 15 из 16 | III дивизион (4), «Московская область»   | Группа «А»                                 |
| 2017    | 13 из 16 | III дивизион (4), «Московская область»   | Группа «А»                                 |
| 2018    | 10 из 15 | III дивизион (4), «Московская область»   | Группа «А»                                 |
| 2019    | 15 из 16 | III дивизион (4), «Московская область»   | Группа «А»                                 |
| 2020    | 6 из 11  | III дивизион (4), «Московская область»   | Лига «Б-1»                                 |
| 2020    | 12 из 22 | III дивизион (4), «Московская область»   | Лига «Б» (итог после стыковых матчей)      |
| 2021    | 11 из 12 | III дивизион (4), «Московская область»   | Лига «Б-1»                                 |
| 2022    | 6 из 13  | IV дивизион (5), «Московская область»    | Лига «Б-1»                                 |

### Кубок России
| Год     | Этап | Соперник            | Счёт                 |
| ------- | ---- | ------------------- | -------------------- |
| 2004/05 | 1/64 | «Биохимик-Мордовия» | 1:0                  |
| 2005/06 | 1/64 | ФК «Елец»           | 1:1 (0:1) / 1:0 д.в. |
| 2006/07 | 1/32 | «Динамо» (Брянск)   | 0:1                  |
| 2007/08 | 1/64 | «Луховицы»          | 2:2 / 6:7 по пен.    |

### Кубок ЛФК (Московская область)
| Год     | Этап     | Последний соперник          | Счёт |
| ------- | -------- | --------------------------- | ---- |
| 2009    | 1/16     | «Динамо» (Серебряные Пруды) | 0:3  |
| 2010    | 1/4      | «Росич»                     | 3:4  |
| 2011    | 1/8      | «Квант» (Обнинск)           | 0:2  |
| 2012/13 | 1/8      | «Титан»                     | 1:3  |
| 2013    | 1/8      | «Чайка» (Юбилейный)         | 1:4  |
| 2014    | 1/16     | «Титан»                     | 0:3  |
| 2015    | предвар. | «Знамя»                     | 3:6  |
| 2016    | 1/8      | «Истра»                     | 1:3  |
| 2017    | 1/16     | КСШОР «Зоркий»              | 1:3  |
| 2018    | 1/16     | «Легион» (Ивантеевка)       | 0:3  |
| 2019    | 1/8      | «Витязь» (Подольск)         | 0:5  |
| 2021    | 1/32     | СШ «Дубна» (Дубна)          | 1:3  |

## Стадион

### Стадион «Москвич»
- Вместимость: 3000
- Адрес: г. Лобня, ул. Иванищенко, д. 1-а

### Запасное поле «Труд»
- Адрес: г. Лобня, ул. Спортивная, 27